# Duifachtigen
Duifachtigen (Columbiformes) zijn een orde van vogels met meer dan 300 soorten.
De orde omvat volgens een inmiddels verouderde indeling twee families:
- Duiven (Columbidae)
- Dodo's (Raphidae).

Van laatstgenoemde familie zijn alle soorten uitgestorven: de dodo, een niet-vliegende vogel van het eiland Mauritius is het bekendst. De Rodriguezsolitaire, een vogel verwant aan de dodo, leefde op het eiland Rodriguez.
Op basis van DNA-onderzoek worden de duifachtigen in drie verschillende takken onderverdeeld.

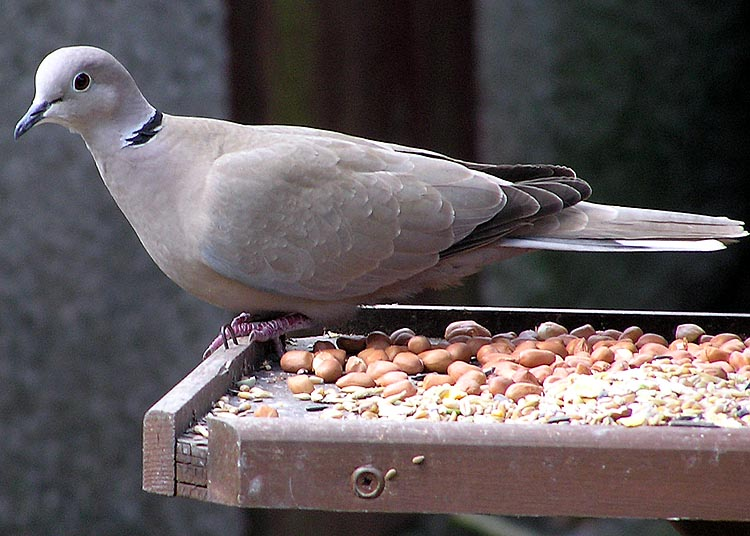
Turkse tortel (Streptopelia decaocto)

## Duiven en tortelduiven
De familie Columbidae, de duiven en tortelduiven, is zeer succesvol en alom aanwezig; in het wild, als tamme stadsduif en als pluimvee, duiven die worden vetgemest om op te eten, lokduiven, sierduiven en postduiven. De rotsduif is de voorouder van de stadsduif en van de postduif.